# توبوز أباد (باراندوز تشاي جنوبي)
توبوز أباد هي قرية في مقاطعة أرومية، إيران. عدد سكان هذه القرية هو 171 في سنة 2006.